# Nobitz
Nobitz település Németországban, azon belül Türingiában. Lakosainak száma 7132 fő (2023. december 31.). Nobitz Windischleuba és Langenleuba-Niederhain községekkel határos.

## Népesség
A település népességének változása:
| Lakosok száma | 7309 | 7276 | 7141 | 7127 | 7132 |
|               | 2017 | 2019 | 2021 | 2022 | 2023 |